# Cuộc chiến ngầm
Cuộc chiến ngầm là một bộ phim hành động tội phạm Hàn Quốc được sản xuất năm 2017 bởi đạo diễn Byun Sung-hyun và tham gia diễn xuất bởi Sol Kyung-gu và Im Si-wan. Bộ phim được phát hành tại Hàn Quốc vào ngày 17 tháng 5 năm 2017. Nó được trình chiếu trong buổi chiếu Midnight Screenings tại Liên hoan phim Cannes lần thứ 70 vào ngày 24 tháng 5 năm 2017.

## Nội dung
Nhân vật chính của Cuộc chiến ngầm là Han Jae-ho (Sol Kyung-gu) - tên tội phạm sừng sỏ đang phải thụ án tù. Trước đó, hắn là “cánh tay phải” của ông trùm buôn bán ma túy núp bóng doanh nghiệp khai thác hải sản Ko Byung-chul (Lee Kyeong-yeong).
Suốt thời gian thụ án, Han Jae-ho để ý tới Jo Hyun-soo (Im Si-wan) - gã thanh niên bất cần, liều lĩnh, không ngại đối đầu những kẻ máu mặt. Trải qua nhiều biến cố, mối giao tình giữa hai nhân vật trở nên tốt đẹp hơn. Khi cả hai mãn hạn tù, Hyun-soo thu nạp Jae-ho làm đàn em chí cốt.
Song, bản thân Hyun-soo vốn là cảnh sát chìm. Anh tiếp cận Jae-ho nhằm thâm nhập và triệt phá đường dây buôn bán ma túy. Càng dấn sâu vào tổ chức, mối quan hệ giữa hai người càng xảy ra nhiều biến cố mà cả phe cảnh sát lẫn tội phạm đều không thể ngờ tới.

## Diễn viên
- Sol Kyung-gu vai Jae-ho
- Im Si-wan vai Hyun-soo
- Kim Hee-won vai Byung-gab
- Jeon Hye-jin vai Chun In-sook
- Lee Geung-young vai Byung-chul
- Jang In-sub vai Min-chul
- Kim Ji-hoon vai Jung-sik
- Lee Ji-hoon vai Công tố viên Oh
- Choi Byung-mo vai Đội trưởng Choi

## Phát hành
Bộ phim đã được phát hành cho 85 quốc gia trước khi phát hành tại Hàn Quốc.

## Đón nhận
Michele Halberstadt từ hãng phim ARP khen ngợi bộ phim về kịch bản, chỉ đạo diễn xuất và nhân vật.